# Olivia Steele Falconer
Olivia Steele Falconer (Canada, 15 luglio 2000) è un'attrice canadese.

## Filmografia

### Cinema
- Cappuccetto rosso sangue (Red Riding Hood), regia di Catherine Hardwicke (2011)
- Crowsnest, regia di Brenton Spencer (2012)
- Louder Than Words, regia di Anthony Fabian (2013)
- On The Farm, regia di Rachel Talalay (2016)

### Televisione
- La lista dei clienti (The Client List), regia di Eric Laneuville – film TV (2010)
- Caprica – serie TV, 1 episodio (2010)
- Smallville – serie TV, 1 episodio (2010)
- Psych – serie TV, 1 episodio (2010)
- Fairly Legal – serie TV, 1 episodio (2011)
- Professor Young – serie TV, 1 episodio (2011)
- Un fantafilm - Devi crescere, Timmy Turner! (A Fairly Odd Movie: Grow Up, Timmy Turner!), regia di Butch Hartman – film TV (2011)
- Supernatural – serie TV, 1 episodio (2011)
- Big Time Movie – film TV (2012)
- Falling Skies – serie TV, episodio 2x08 (2012)
- Un Fanta Natale (A Fairly Odd Christmas), regia di Butch Hartman – film TV (2012)
- The Crossing – cortometraggio (2013)
- Arctic Air – serie TV, 1 episodio (2014)
- The 100 – serie TV, 1 episodio (2014)
- R. L. Stine's The Haunting Hour – serie TV, 2 episodi (2010-2014)
- The Tree That Saved Christmas – film TV (2014)
- C'era una volta (Once Upon a Time) – serie TV, 8 episodi (2015-2017)

## Riconoscimenti
- Young Artist Award 2011 – Best Performance in a TV Series – Guest Starring Young Actress Ten and Under → Smallville (Nomination)
- Young Artist Award 2011 – Best Performance in a TV Movie, Miniseries or Special – Supporting Young Actress → La lista dei clienti (Vinto)
- Young Artist Award 2011 – Best Performance in a TV Series (Comedy or Drama) – Young Actress Age Ten or Younger → Smallville (Vinto)
- Young Artist Award 2012 – Best Performance in a TV Movie, Miniseries or Special – Supporting Young Actress → Un fantafilm - Devi crescere, Timmy Turner! (Nomination)
- Young Artist Award 2012 – Best Performance in a TV Series – Guest Starring Young Actress Ten and Under → Professor Young (Vinto)

## Doppiatrici italiane
- Agnese Marteddu in La lista dei clienti, Cappuccetto rosso sangue
- Chiara Oliviero in C'era una volta